# ESPN Classic
ESPN Classic war ein Fernsehsender, der sich historischen Sportereignissen widmete. Am 31. Juli 2013 wurde, nachdem die BT Group die ESPN-TV-Aktivitäten in Großbritannien gekauft hatte, der Sendebetrieb gemeinsam mit ESPN America eingestellt.

## Allgemeine Informationen
Der Sender wurde im Mai 1995 unter dem Namen Classic Sports Network in den USA gegründet und im Oktober 1997 von dem US-amerikanischen Sportsender ESPN übernommen und umbenannt.
Gezeigt wurden historische Sportereignisse, Spiele und Wettkämpfe, Dokumentationen und Sportlerporträts. Darunter etwa die Fußball-Weltmeisterschaft und sonstige Fußball-Turniere oder Rückblicke auf die Olympischen Spiele.
Das Programm wurde überwiegend in deutscher Sprache und teilweise in englischer Sprache gesendet.

## Empfang
ESPN Classic kam 2002 nach Europa und wurde seit November 2004 bis zum 31. Juli 2013 in Deutschland digital über Satellit und im Kabel im Rahmen der Programmbouquets von Eutelsat Kabelkiosk, Kabel BW, ewt multimedia, Unitymedia, wilhelm.tel und Primacom sowie über IPTV bei Telekom Entertain ausgestrahlt.